# Велика Домаша
Велика Домаша (Veľká Domaša) — водосховище на річці Ондава; місце розташування — округ Вранов-над-Теплою і округ Стропков.
Площа водної поверхні 11,14-14,22 км2; висота над рівнем моря 162 метри. Збудоване в 1981-1988 роках. Розташоване біля села Стащин.